# Titularbistum Regiae
Das Bistum Regiae (italienisch diocesi di Regie, lateinisch Dioecesis Regiensis) ist ein Titularbistum der römisch-katholischen Kirche.
Es geht zurück auf einen antiken Bischofssitz in der gleichnamigen Stadt, die sich in der römischen Provinz Mauretania Caesariensis im Norden von Algerien befand.
| Titularbischöfe von Regiae |                                                    |                                                              |                  |                   |
| Nr.                        | Name                                               | Amt                                                          | von              | bis               |
| 1                          | Marcel Daubechies MAfr                             | Apostolischer Vikar von Bangueolo (Sambia)                   | 3. Februar 1950  | 25. April 1959    |
| 2                          | Thomas Joseph Riley                                | Weihbischof in Boston (Massachusetts) (USA)                  | 4. November 1959 | 28. Juni 1976     |
| 3                          | Luis María Estrada Paetau OP                       | Apostolischer Administrator und Vikar von Izabal (Guatemala) | 27. Oktober 1977 | 25. März 2011     |
| 4                          | Donald Hying                                       | Weihbischof in Milwaukee (USA)                               | 26. Mai 2011     | 24. November 2014 |
| 5                          | Janusz Danecki OFMConv                             | Weihbischof in Campo Grande (Brasilien)                      | 25. Februar 2015 | 30. August 2024   |
| 6                          | Carlo Maria Polvani Titularerzbischof pro hac vice | Kurienerzbischof                                             | 12. Januar 2025  |                   |